# Universidad de Cartagena
Die Universidad de Cartagena (deutsch Universität von Cartagena, kurz auch Unicartagena) ist eine kolumbianische Universität in Cartagena de Indias.
Die Hochschule existiert seit 1827. Im Jahre 1957 gründete der österreichische Anthropologe Gerardo Reichel-Dolmatoff dort den ersten Lehrstuhl für Anthropologie in Lateinamerika.